# Jean-Guy Bernard
Jean-Guy Bernard, nacido en 1917 y fallecido en 1944 cuando era trasladado del Campo de Drancy al de Auschwitz, fue un miembro de la Resistencia Francesa, secretario general del movimiento Combat junto a Henri Frenay.

## Biografía
Su padre había estudiado en la École polytechnique y era oficial del ejército francés. Siguiendo los pasos de su padre, Jean-Guy Bernard ingresa en la Polytechnique en 1938. Apasionado por la aviación, en 1939 se enrola como piloto de caza. Fue uno de los pocos aviadores que bombardeó Berlín en 1940.
Tras el Armisticio, se reincorpora a la École polytechnique, que ha sido trasladada a Lyon. Después de las primeras medidas discriminatorias contra los judíos, Jean-Guy Bernard, que lo es, solicita a sus superiores que le digan qué es aquellos que define a un judío. Jean-Guy y su hermana, Jacqueline Bernard, que había conocido a Berty Albrecht contactan con Henri Frenay, fundador del que se convertirá en Combat. Serge Ravanel que conoció a Jean-Guy en esa época informa de que su padre financiaba generosamente el movimiento Combat. Tras haber desempeñado su trabajo como ingeniero durante el invierno de 1941-42, se integra permanentemente en Combat, como "secretario general". Reorganiza la región de Montpellier durante ese invierno, y luego pasa a asumir labores directrices en el Noyautage des Administrations publiques (NAP) en la zona norte, y en Résistance-Fer. El 8 de octubre de 1943, se casa con Yvette Baumann también llamada Yvette Farnoux, responsable del servicio social de Combat y luego de los MUR. Ambos son detenidos el 28 de enero de 1944. Identificado como judío, es trasladado a Drancy y deportado el 31 de julio de 1944 en uno de los últimos convoyes dirigidos a Auschwitz. Su esposa, que había tenido un hijo que había nacido muerto en la cárcel, sobrevivirá a su deportación al campo de Ravensbrück.